# Natuurreservaat Galibi

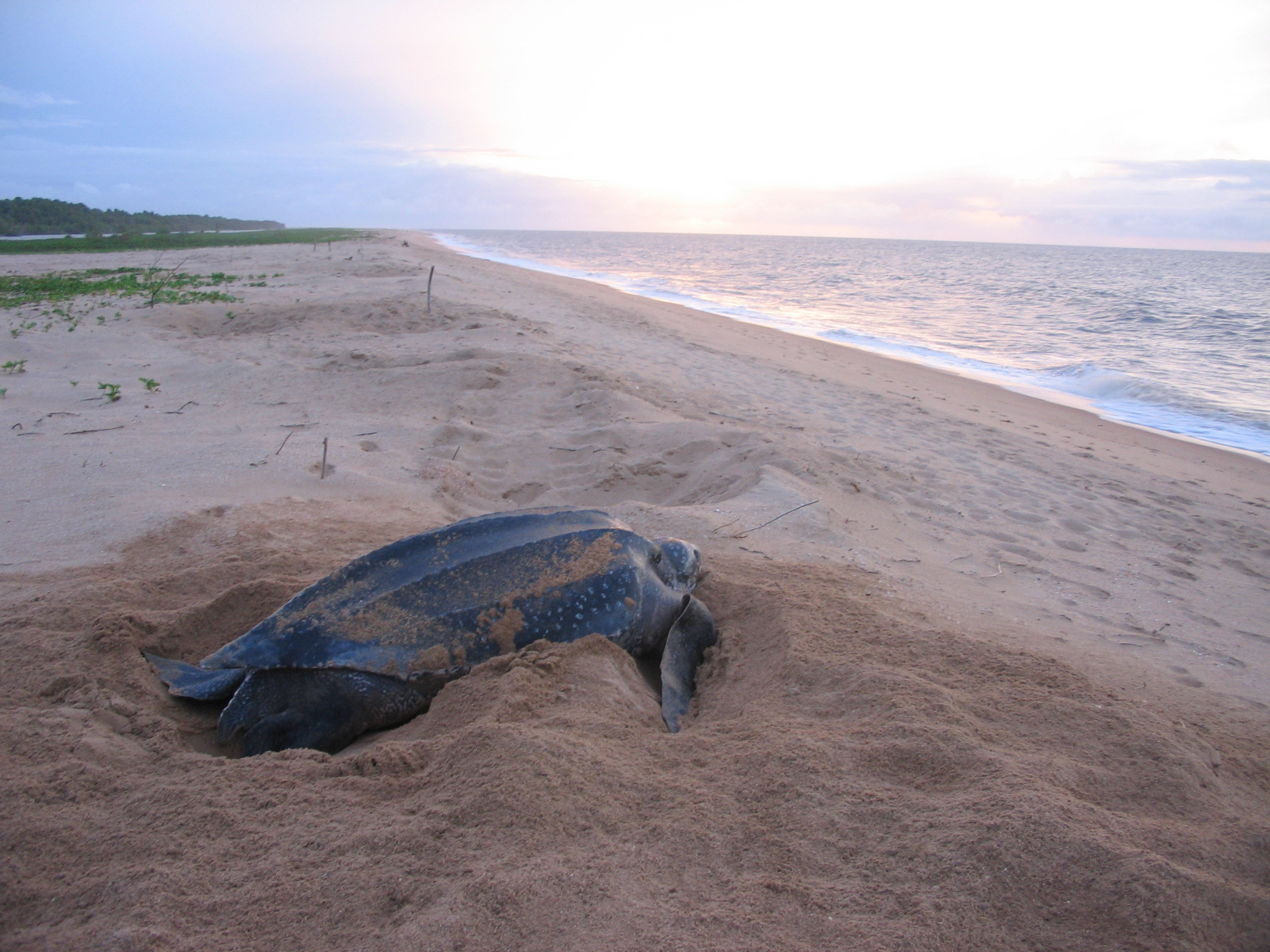
Lederschildpad op het strand bij het dorp Galibi

Het Natuurreservaat Galibi ligt bij het dorp Galibi aan de noordoostkust van Suriname ten westen van de monding van de Marowijne en heeft een oppervlakte van 4000 ha. De typische vegetatie bestaat uit kust- en oeverwalbossen. Het gebied wordt beheerd door Stichting Natuurbehoud Suriname.
De belangrijkste legstranden voor zeeschildpadden in de West-Atlantische regio komen voor in Galibi. De legstranden staan bekend om de grote populaties van lederschildpadden (Dermochelys coriacea), die daar en in het Amana Natuurreservaat in het naburige Frans-Guyana hun eieren leggen. Bijna de helft van 's werelds gezonde populaties komt hier nesten. Ook aan het ten westen van Galibi aan de Surinaamse kust gelegen Matapica-strand komen zeeschildpadden aan land.
De andere soorten zeeschildpadden die hier nesten, zijn de soepschildpad (Chelonia mydas, Surinaams: krapei), de warana (Lepidochelys olivacea) en de karet (Eretmochyles imbricata), welke ook in het Amana Natuurreservaat voorkomen. De grootste bedreigingen voor de zeeschildpadden zijn het ongecontroleerd rapen van eieren en incidentele vangst in visnetten.

## Bezoek
Om het natuurreservaat van Galibi te bezoeken, kan men via de Marowijnerivier vanuit Albina een boot nemen naar het dorp Galibi. De meeste mensen verblijven twee tot drie dagen in het dorp en gaan van daar uit per boot en met een inheemse gids naar de stranden waar de zeeschildpadden broeden.
Bij het natuurgebied bevindt zich een educatiecentrum van WWF Guianas.